# What the World Needs Now Is Love
What the World Needs Now Is Love est une chanson populaire de 1965 (paroles de Hal David , et composition musicale de Burt Bacharach).

## Contexte
La chanson, qui est éditée au moment où les États-Unis viennent d'envoyer un important contingent de soldats au Viêt Nam, est rendue célèbre par l'interprétation de Jackie DeShannon sur le label Imperial .

## Postérité
Elle est reprise par Dionne Warwick (qui l'a d'abord refusée) et bien d'autres artistes comme Cat Power  mais aussi utilisée dans de nombreuses productions audiovisuelles : Bob et Carole et Ted et Alice, Forrest Gump, Le Mariage de mon meilleur ami, Bridget Jones : l'âge de raison…
Elle est reprise par la chanteuse britannique Cilla Black et placée en ouverture de son album Sher-oo! (en) en 1968. Cette version sera aussi incluse dans l'album caritatif No One's Gonna Change Our World (en) l'année suivante[réf. nécessaire].